# Пірофілітизація
Пірофілітизація (рос. пирофиллитизация, англ. pyrophillitization, нім. Pyrophillitisation f) – процес зміни гірських порід або мінералів, який супроводжується утворенням мінералу пірофіліту. 